# Spirytus mrówczany
Spirytus mrówczany (łac. Spiritus formicicus) – lek w płynie, którego substancją czynną jest kwas mrówkowy o stężeniu 5%, rozpuszczony w stężonym etanolu. 

## Zastosowanie
Ma działanie ściągające i jest przeznaczony do nacierania skóry przy bólach mięśni i stawów.

## Działania niepożądane
Długie stosowanie preparatu może w konsekwencji doprowadzić do podrażnienia skóry. U osób wrażliwych może wystąpić pokrzywka lub wyprysk.

## Dawkowanie
Zalecane jest wcieranie niewielkich ilości preparatu 1–2 razy dziennie w bolące miejsca.